# Российско-грузинские отношения
Дипломати́ческие отноше́ния ме́жду Росси́ей и Гру́зией были установлены в конце XV века, когда ко двору Ивана III прибыли послы единоверной Иверии (Грузии), которые доставили грамоту от кахетинского царя Александра I.
В 1783 году был подписан Георгиевский трактат, по которому над Картли-Кахетинским царством был установлен российский протекторат. 
12 сентября 1801 года император Александр I издал манифест об упразднении Картли-Кахетинского царства и присоединении его территории к России. 
В XIX веке в состав Российской империи была постепенно включена и территория Западной Грузии. 
В 1918 году после Октябрьской революции была провозглашена Грузинская демократическая республика. В 1921 году на территории Грузии с помощью Красной армии была установлена советская власть. Грузинская демократическая республика была ликвидирована. 16 февраля 1921 года была провозглашена Грузинская ССР. В 1922 году Грузинская ССР объединилась с Азербайджанской и Армянской ССР в Закавказскую Социалистическую Федеративную Советскую Республику (ЗСФСР), которая 29 декабря 1922 года подписала договор об образовании СССР. После упразднения ЗСФСР 5 декабря 1936 года Грузинская ССР стала отдельным субъектом в составе СССР.
В декабре 1991 года с распадом СССР Грузия была признана международным сообществом как самостоятельное суверенное государство.
В 2008 году после войны в Грузии Россия признала независимость республик Абхазия и Южная Осетия, которые Грузия и большинство стран-членов ООН считают частью Грузии. Дипломатические отношения с Россией были разорваны Грузией 3 сентября 2008 года.
Протяжённость международно признанной российско-грузинской границы составляет 894 км.

## Общая характеристика стран
|                                         | Россия               | Грузия                   |
| --------------------------------------- | -------------------- | ------------------------ |
| Площадь, км²                            | 17 125 187           | 69 700                   |
| Население, чел.                         | 146 759 300          | 4 497 600                |
| Государственное устройство              | Смешанная республика | Парламентская республика |
| Объём ВВП (ППС), млрд $                 | 2376                 | 23,9                     |
| ВВП на душу населения (ППС), $          | 16 687               | 5491                     |
| Военные расходы, млрд $                 | 70                   | 0,8                      |
| Численность вооружённых сил             | 1 037 000            | 20 655                   |
| Добыча нефти, млн т                     | 542                  | 0,048                    |
| Добыча угля, млн т                      | 329                  | 12                       |
| Производство стали, млн т               | 72,2                 | н/д                      |
| Производство алюминия, тыс. т           | 4102                 | н/д                      |
| Производство цемента, млн т             | 48,7                 | н/д                      |
| Производство электроэнергии, млрд кВт·ч | 1040                 | 8,3                      |
| Сбор пшеницы, млн т                     | 63,8                 | 0,083                    |

## XVI—XVIII века

Портрет Вахтанга VI из Евангелия, отпечатанного в Тбилиси в 1709 году

В XVI—XVIII веках, после распада Грузинского царства, территория Грузии стала ареной борьбы Персии и Османской империи за господство в Закавказье. Ряд районов Западной Грузии к началу XVIII века был захвачен Османской империей, власти которой проводили политику тюркизации и исламизации местного населения.
В XVIII веке наиболее активная часть правителей Грузии пыталась бороться за возрождение страны и её освобождение из-под власти исламских держав. В Москве к этому времени сложилась грузинская колония, сыгравшая значительную роль в укреплении российско-грузинских контактов. Важную роль в жизни Грузии начали играть политические, культурные и церковные связи с Россией. Царь Картлийского царства Вахтанг VI, стремясь освободить Картли от персидской зависимости, заключил с императором Петром I договор о совместных действиях против Персии. Однако ослабление государства Сефевидов и осложнение внутриполитической обстановки в Грузии позволили османским войскам занять Тифлис (май 1723 года). В апреле 1724 года Вахтанг VI с семьёй и свитой вынужденно эмигрировал в Россию. Российско-турецким Константинопольским договором 1724 года была признана власть турецкого султана над Восточной Грузией (с её царствами).
В 1736 году в результате походов Надир-шаха власть Османской империи вновь сменилась господством Персии. В 1762 году царь Ираклий II объединил под своей властью Картли и Кахети.
Несмотря на укрепление грузинских царств, внешняя опасность для них со стороны Турции, Персии и лезгинских племён не ослабевала. В целях обеспечения безопасности Восточной Грузии и возвращения захваченных соседями грузинских земель Ираклий II в 1783 году заключил с Екатериной II Георгиевский трактат, по которому над Картли-Кахетинским царством был установлен российский протекторат. По секретным статьям Георгиевского трактата Россия обязалась содержать в Грузии два батальона пехоты и в случае войны увеличить число своих войск. В 1787 году, в связи с экономическими трудностями и обострением отношений с Османской империей российские войска были выведены из Восточной Грузии. В 1795—1797 годах Грузия подверглась опустошительным походам Ага Мохаммед-хана Каджара. В связи с этим последний царь Картли и Кахети Георгий XII обратился к российскому правительству с просьбой о включении его владений в состав Российской империи.

## В составе Российской империи

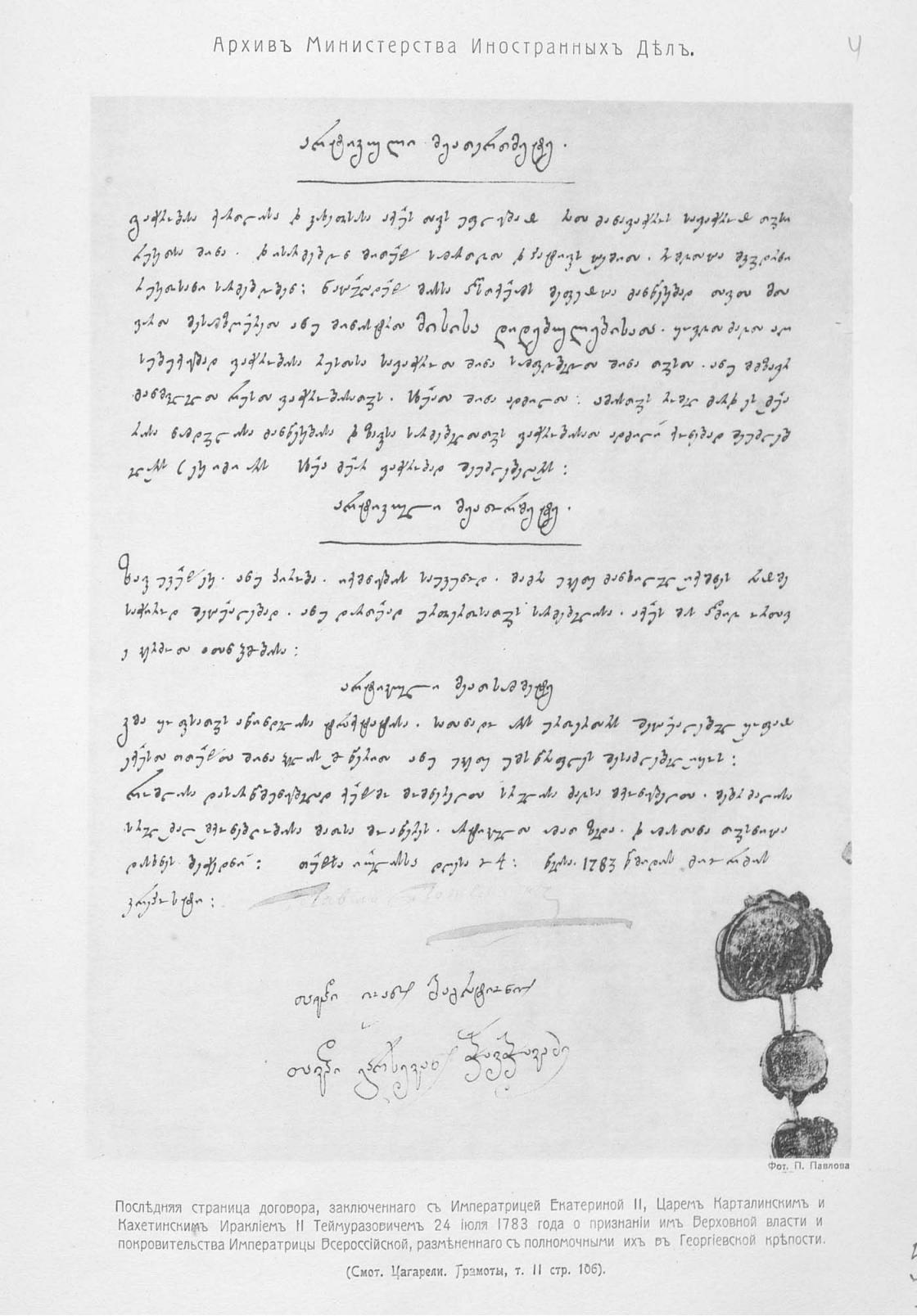
Георгиевский трактат 1783 года

12 сентября 1801 года император Александр I издал манифест об упразднении Картли-Кахетинского царства и присоединении его территории к России. В XIX веке в состав Российской империи постепенно включена и территория Западной Грузии: Имеретинское царство, Абхазское княжество, Гурийское княжество, Мегрелия, Сванети. Порты Поти и Батуми, а также юго-западные грузинские земли были отвоёваны у Османской империи в ходе русско-турецких войн (1828-1829) и (1877-1878).
Для российского правительства Закавказье имело в основном геополитическое значение — через Закавказье для России открывался кратчайший путь на Ближний Восток. Для Грузии же присоединение к России устранило угрозу со стороны Персии и Османской империи, способствовало сохранению культуры и национальных традиций грузинского народа, восстановлению и развитию экономики грузинских земель, а в дальнейшем постепенной модернизации всех сфер жизни грузинского общества.
Под властью России политическое положение в Грузии стабилизировалось, что создало условия для её экономического развития. Экономика Грузии была включена в общероссийский, а через него — в мировой рынок. Тифлис (Тбилиси), крупнейший город Грузии и всего Закавказья, являлся административным центром российских владений на Кавказе. Большое значение для развития экономики Грузии имело строительство Закавказской железной дороги, которая в 1900 году была присоединена к общероссийской железнодорожной сети. На территории Грузии возникли крупные промышленные предприятия в ряде обрабатывающих отраслей, началась разработка месторождений каменного угля и марганца, значительное развитие получил Батуми как нефтетранспортный центр. Промышленное развитие сопровождалось формированием многонациональных классов предпринимателей и промышленных рабочих.
Под влиянием революционных процессов, происходивших в Российской империи, на территории Грузии в 1870-х годах зародилось народническое движение, в 1890-х оформилась нелегальная грузинская марксистская организация. В 1903 году в ходе размежевания в социал-демократическом лагере большинство грузинских социалистов примкнуло к меньшевикам. К 1905 году грузинская секция стала одной из самых влиятельных в РСДРП. Во время Революции 1905—1907 годов в Грузии развернулось забастовочное движение, произошли крестьянские выступления. К концу 1905 года почти вся Западная Грузия и часть Восточной Грузии были охвачены восстанием, которое жестоко подавило царское правительство.

## 1917—1921
После Февральской революции 1917 года в Тифлисе для управления Закавказьем сформирован орган Временного правительства — Особый Закавказский Комитет (ОЗАКОМ). Наиболее прочные позиции в местных советах рабочих, солдатских и крестьянских депутатов получили меньшевики.
В Закавказье приход большевиков к власти в результате Петроградского вооружённого восстания был воспринят негативно. 15 (28) ноября 1917 года в Тифлисе был сформирован Закавказский комиссариат — коалиционное правительство с участием грузинских социал-демократов («меньшевиков»), эсеров, армянских дашнаков и азербайджанских мусаватистов (функционировало до 26 мая 1918 года). По отношению к Советской России Закавказский комиссариат занял откровенно враждебную позицию и начал поддержку антибольшевистских сил Северного Кавказа в совместной борьбе против Советской власти и её сторонников. Опираясь на национальные вооружённые формирования, Закавказский комиссариат распространил свою власть на всё Закавказье, кроме района Баку, где установилась Советская власть.
5 (18) января 1918 г. в Петрограде было созвано Учредительное собрание, большинство которого составили представители меньшевиков и эсеров. Депутаты отказались признать Советскую власть и декреты II Всероссийского съезда Советов. В ответ на это большевики разогнали Учредительное собрание.
12 (25) января 1918 года Закавказсский комиссариат принял решение о созыве Закавказского сейма как законодательного органа Закавказья. На первом же заседании Закавказского сейма развернулась горячая дискуссия по вопросу о независимости Закавказья и отношениях с Турцией ввиду развернувшегося турецкого наступления. Дашнакская фракция предложила оставить Закавказье в составе России на правах автономии. Азербайджанская и грузинская делегации считали, что Закавказье должно решать свою судьбу независимо от России, заключив сепаратный мир с Турцией, поскольку у Закавказья не было сил для военного противостояния Турции.
На заседании Закавказского сейма 22 апреля было принято решение провозгласить Закавказье «независимой, демократической и федеративной республикой».
Переговоры закавказской делегации с Турцией, продолжавшиеся в Батуми с 11 по 26 мая, выявили острые внешнеполитические разногласия между Национальными советами Грузии, Армении и Азербайджана, что в конце концов привело к распаду федерации и к последующему созданию отдельных национальных государств.
На переговорах Турция предъявила ещё более тяжёлые условия, чем предусматривал Брест-Литовский мирный договор, — Закавказье должно было уступить Турции две трети территории Эриванской губернии, Ахалцихский и Ахалкалакский уезды Тифлисской губернии, а также контроль над Закавказской железной дорогой.
В этой ситуации Национальный совет Грузии обратился за помощью и покровительством к Германии. Германское командование охотно откликнулось на это обращение, поскольку Германия ещё в апреле 1918 года подписала с Турцией секретное соглашение о разделе сфер влияния в Закавказье, согласно которому Грузия находилась в сфере влияния Германии. Германские представители посоветовали Грузии незамедлительно провозгласить независимость и официально просить Германию о покровительстве, чтобы избежать турецкого нашествия и гибели.
24-25 мая на заседании исполкома Национального совета Грузии это предложение было принято. Там же было решено впредь именовать Национальный совет Грузии парламентом Грузии.
25 мая германские войска высадились в Грузии.
26 мая Закавказский сейм объявил о самороспуске. В тот же день была провозглашена Республика Грузия. 4 июня Грузия подписала с Турцией договор «о мире и дружбе», по которому к Турции кроме Карса, Ардагана и Батума также отходили Ахалкалакский уезд и часть Ахалцихского уезда.
В декабре 1918 года, после поражения Германии и её союзников в Первой мировой войне, Грузию оккупировали британские войска, остававшиеся на её территории до июля 1920 года.
После установления советской власти на Северном Кавказе грузинское правительство 7 мая 1920 года заключило договор с РСФСР, по которому обязалось разорвать связи с силами «российской контрреволюции», вывести из Грузии иностранные военные части, легализовать грузинские большевистские организации. Советская Россия признавала независимость Грузии и обещала не вмешиваться в её внутренние дела.

## Отношения РСФСР и Грузинской Демократической Республики
см. Советско-грузинская война.

## Отношения Российской Федерации и Грузии

### Российско-грузинские отношения после распада СССР
После распада Советского Союза Грузия получила самостоятельность, которая, однако, была омрачена межэтническими конфликтами и вооружённой борьбой за власть и влияние между соперничающими политическими силами. Уже осенью 1991 года вспыхнули масштабные кровопролитные столкновения в Южной Осетии, провозгласившей самостоятельность. Летом 1992 года начались вооружённые столкновения в Абхазии. В результате боевых действий сотни тысяч гражданских лиц, в основном грузин, были вынуждены покинуть свои дома.
24 июня 1992 года Россия и Грузия подписали Дагомысские соглашения о принципах урегулирования грузино-южноосетинского конфликта. Так завершилась первая грузино-осетинская война 1991—1992 гг. Согласно соглашениям, в зону конфликта для разъединения противостоящих сил были введены Смешанные силы по поддержанию мира (ССПМ) в составе трёх батальонов — российского, грузинского и югоосетинского, подконтрольные Смешанной контрольной комиссии (СКК) из представителей четырёх сторон — Грузии, Южной Осетии, России и Северной Осетии. В Цхинвали была размещена Миссия наблюдателей ОБСЕ. После подписания Дагомысских соглашений Южная Осетия стала фактически самостоятельным государственным образованием.
14 мая 1994 года в Москве было подписано Соглашение о прекращении огня и разъединении сил в Абхазии. Стороны договорились о развёртывании на территории Абхазии миротворческих сил СНГ (фактически российских подразделений).
30 октября 1995 года при посредничестве России и ОБСЕ между грузинской и осетинской сторонами начались переговоры о мирном урегулировании конфликта. 16 мая 1996 года в Москве был подписан «Меморандум о мерах по обеспечению безопасности и укреплению взаимного доверия».
Беженцы начали возвращаться в зону конфликта, однако активизации этого процесса мешала тяжёлая экономическая ситуация в регионе. Грузия обвиняла руководство Южной Осетии в том, что в отсутствие контроля со стороны центральных властей Южная Осетия фактически превратилась в центр контрабандной торговли. Доходы от контрабанды, как утверждается, способствовали укреплению сепаратистского режима. В регионе широкое распространение получили такие виды преступной деятельности, как похищения людей, наркоторговля и незаконная торговля оружием.
В ноябре 1999 года, ставший премьер-министром России в августе этого же года бывший директор ФСБ России Владимир Путин внезапно поручил МИД РФ начать переговоры с Грузией о введении визового режима между двумя странами. С российской стороны этот шаг мотивировался тем, что через частично не контролируемый российскими пограничниками чеченский участок российско-грузинской границы на российский Северный Кавказ и в Грузию в обоих направлениях якобы беспрепятственно переходили чеченские и исламистские боевики, против которых российская армия в то время вела «контртеррористическую операцию».

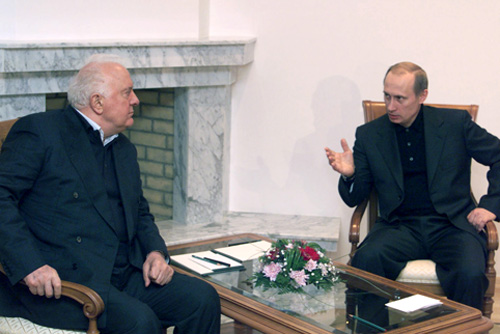
Эдуард Шеварнадзе с Владимиром Путиным, 2002

Грузинской стороной предложение о введении визового режима было встречено неоднозначно. С одной стороны, некоторыми грузинскими и российскими политиками заявлялось, что введение визового режима может помочь «восстановить порядок» на границе. Президент Грузии Эдуард Шеварднадзе, однако, выступил резко против этого решения. По планам российской стороны, визовый режим должен был начаться с марта 2000 года, но внезапный уход в отставку российского президента Бориса Ельцина и начавшаяся в России предвыборная кампания привели к тому, что решение о введении виз было отложено на неопределённый срок.
Тем временем на Северном Кавказе (в основном в Чечне и вокруг неё) продолжалась война. После инаугурации Владимира Путина, Россия начала ещё чаще обвинять Грузию в попустительстве переходу боевиков через свою территорию. Грузинское руководство отвергало эти обвинения и болезненно реагировало на заявления из России. Эдуард Шеварднадзе пригрозил выходом Грузии из СНГ, если в России в одностороннем порядке введут визовый режим. Однако после саммита СНГ в Минске, состоявшегося 1 декабря 2000 года, президенты двух стран приняли согласованное решение о том, что визовый режим всё же будет введён, но будет иметь временный характер. Эдуард Шеварднадзе после этого заявил: «У грузин появилось чувство ущербности, ибо Грузия — единственная в СНГ страна, с которой Россия установила визовой режим» (на самом деле у России к тому моменту был обоюдный визовый режим и с Туркменистаном, по инициативе туркменской стороны). Многие грузинские политики и рядовые граждане в Грузии, а также диссиденты и правозащитники в России обвинили Владимира Путина в «грузинофобии». Ставший экс-президентом Борис Ельцин был крайне недоволен введением визового режима с Грузией. 5 декабря 2000 года между странами официально начал действовать визовый режим.

### Российско-грузинские отношения при Саакашвили

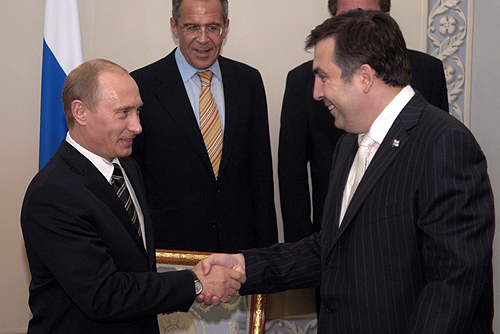
Михаил Саакашвили с Владимиром Путиным на встрече в Санкт-Петербурге, 2006

В ходе правления в Грузии Михаила Саакашвили российско-грузинские отношения достигли самой низкой отметки за всю историю Грузии.
Саакашвили пришёл к власти в ноябре 2003 года в результате Революции роз.
Начиная с весны 2004 года, Саакашвили делал резкие заявления, обвиняя Россию в попустительстве сепаратистским устремлениям властей Южной Осетии и Абхазии. Саакашвили, в частности, предлагал заменить российский миротворческий контингент войсками НАТО или, по крайней мере, дополнить российские войска подразделениями других стран СНГ — например, Украины. 
Весной 2004 года произошло обострение ситуации в зоне грузино-южноосетинского конфликта, долгие годы считавшегося замороженным. Эскалация продолжалась все летние месяцы, фактически превратив регион в зону боевых действий. Одновременно началась дипломатическая война между Грузией и Россией. Тбилиси обратился в международные организации, обвинив Москву в поддержке «сепаратистского» режима, и начал требовать вывода из Южной Осетии российских миротворцев. 13 августа грузинский парламент потребовал приостановить действие мандата российских миротворцев в Южной Осетии и заменить их на международный контингент. Поводом стал обстрел кортежа премьера Грузии в Южной Осетии. 13 сентября Россия предупредила о возможности введения блокады транспортного сообщения с Грузией (мера не была реализована) и восстановила железнодорожное сообщение с Абхазией, прерванное в 1992 году.
Зимой 2005 года грузинские власти потребовали немедленно вывести из Грузии российские военные базы: 62-ю в районе Ахалкалаки и 12-ю в Батуми. В марте 2005 года парламент Грузии принял резолюцию, согласно которой российские войска должны были покинуть территорию Грузии не позднее 1 января 2006 года. 27 сентября парламент Грузии принял постановление о выводе российских миротворцев из Абхазии и Южной Осетии. Саакашвили, однако, это решение не поддержал.
22 января 2006 года после взрывов на магистральных газопроводах, в результате которых были перекрыты поставки российского газа в Грузию и Армению, Саакашвили заявил, что оценивает эти взрывы как диверсию, после чего обвинил Москву в шантаже. 26 января Саакашвили подписал указ о выходе Грузии из Совета министров обороны стран СНГ. 27 марта Роспотребнадзор наложил запрет на ввоз в Россию грузинских вин и минеральной воды. Потери грузинской стороны в первый год действия эмбарго оценивались в сумму от 40 до 70 млн долларов.
14 июня в Константиновском дворце Санкт-Петербурга состоялась полуторачасовая встреча Саакашвили с Владимиром Путиным. Саакашвили заявил, что настроен на мирный диалог в вопросе урегулирования конфликтов, прежде всего с участием России.
6 августа в Грузии был арестован ряд деятелей пророссийской оппозиции. Саакашвили заявил, что они российские агенты и планировали государственный переворот. 27 сентября грузинская полиция задержала четырёх российских офицеров, обвинённых в шпионаже, после чего Россия объявила о начале полномасштабной транспортной блокады Грузии со своей стороны (то есть с севера). Через несколько дней российские военнослужащие были переданы России, но решение о транспортной блокаде всё равно вступило в действие. Единственный пограничный КПП Верхний Ларс-Казбеги на границе между Россией и Грузией был закрыт по инициативе российской стороны и возобновил работу лишь в марте 2010 года.
Летом — осенью 2006 года Грузия восстановила контроль над Кодорским ущельем Абхазии. В начале августа из Тбилиси в Кодорское ущелье были переведены правительство и парламент Абхазской автономной республики в изгнании. 27 сентября Михаил Саакашвили объявил о переименовании Кодори в Верхнюю Абхазию.
3 октября было прекращено прямое авиасообщение Грузии с Россией. Российские власти заявили, что эти действия являются ответом на «антироссийский курс» Грузии. 
6 октября в России была проведена проверка ресторанов, казино, компаний, принадлежащих этническим грузинам и гражданам Грузии. Начались массовые милицейские рейды по всей стране по поиску граждан Грузии, в ходе которых задерживались и проверялись даже этнические грузины из числа граждан Российской Федерации. Последовала массовая депортация нелегальных мигрантов — граждан Грузии.
Договорённость о возобновлении авиасообщения была достигнута в феврале 2008 года. 25 марта 2008 года Россия полностью возобновила прямое воздушное сообщение с Грузией.

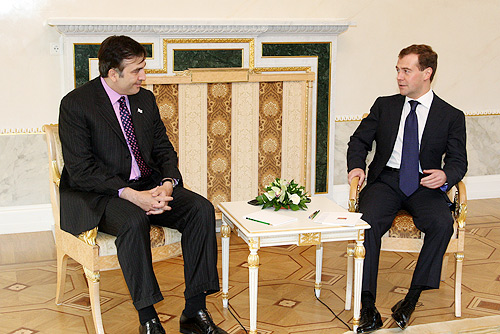
Михаил Саакашвили с Дмитрием Медведевым на встрече в Санкт-Петербурге, 2008

В тот период отношения между Тбилиси и Москвой ещё более осложнило намерение Михаила Саакашвили ускорить шаги, направленные на присоединение Грузии к НАТО. В 2006 году грузинский парламент проголосовал единогласно за интеграцию Грузии в НАТО. 
5 января 2008 года Грузия одновременно с президентскими выборами провела референдум, по результатам которого за присоединение к НАТО высказались 77 % голосовавших. В феврале Саакашвили направил письмо генеральному секретарю НАТО Яаапу де Хооп Схефферу, в котором была выражена готовность грузинской стороны присоединиться к Плану действий по подготовке к членству в НАТО (ПДПЧ). Несмотря на то, что Грузия и Украина не получили официального приглашения стать участниками ПДПЧ, им дали понять, что дорога в НАТО для них расчищена и необходимо лишь немного подождать. Главы государств и правительств стран-членов НАТО заявили в Бухаресте, что Грузия и Украина непременно станут членами НАТО, когда будут соответствовать предъявляемым требованиям к членству в этой организации. Россия рассматривала продвижение НАТО на восток как угрозу своим стратегическим интересам в Европе. По итогам апрельского саммита НАТО (2008) глава Генштаба РФ генерал Юрий Балуевский заявил, что, если Грузия присоединится к НАТО, Россия будет вынуждена принять «военные и иные меры» для обеспечения своих интересов вблизи государственных границ. Владимир Путин, со своей стороны, заявил о намерении «предметно поддержать» республики Абхазия и Южная Осетия, руководители которых обратились к нему с посланиями, выразив опасения по поводу принятого на саммите НАТО решения. Как было заявлено российским МИД, «Россия своё отношение к курсу руководства Грузии на ускоренную североатлантическую интеграцию доводила до сведения и грузинской стороны, и членов альянса. Любые попытки оказать политическое, экономическое, а тем более военное давление на независимые Абхазию и Южную Осетию являются бесперспективными и контрпродуктивными».
По сведениям источника журнала «Русский Newsweek», стратегическое решение возвращать Южную Осетию силой Михаил Саакашвили принял в 2007 году, после того как стало ясно, что президент Южной Осетии Эдуард Кокойты не пойдёт на переговоры о статусе Южной Осетии и смене формата миротворческой операции в зоне южноосетинского конфликта.
Начатое Россией массовое предоставление российского гражданства жителям Абхазии и Южной Осетии было расценено в Грузии как нарушение принципов добрососедства, вызов суверенитету Грузии и вмешательство в её внутренние дела.
В ночь с 7 на 8 августа 2008 года началась пятидневная война с участием Грузии, Южной Осетии, Абхазии и России. 9 августа Россия вновь прекратила авиационное сообщение с Грузией.
Грузинская война имела значительные геополитические, экономические и иные последствия. Россия официально признала Южную Осетию и Абхазию в качестве независимых государств, после чего Грузия разорвала дипломатические отношения с Россией и вышла из СНГ. С 5 марта 2009 года по настоящее время отношения между двумя странами поддерживаются на уровне секций интересов, действующих при швейцарских посольствах в Москве и Тбилиси. В сентябре 2009 года специальная комиссия Евросоюза по расследованию обстоятельств начала войны пришла к выводу, что боевые действия начала Грузия, причём применение ею силы в том числе и против российских миротворцев нельзя оправдать с точки зрения международного права; продвигаемая грузинским руководством и прогрузинскими источниками версия о имевшем место вторжении значительных российских сил на территорию Южной Осетии до 8 августа не нашла, с точки зрения комиссии, достаточных подтверждений.

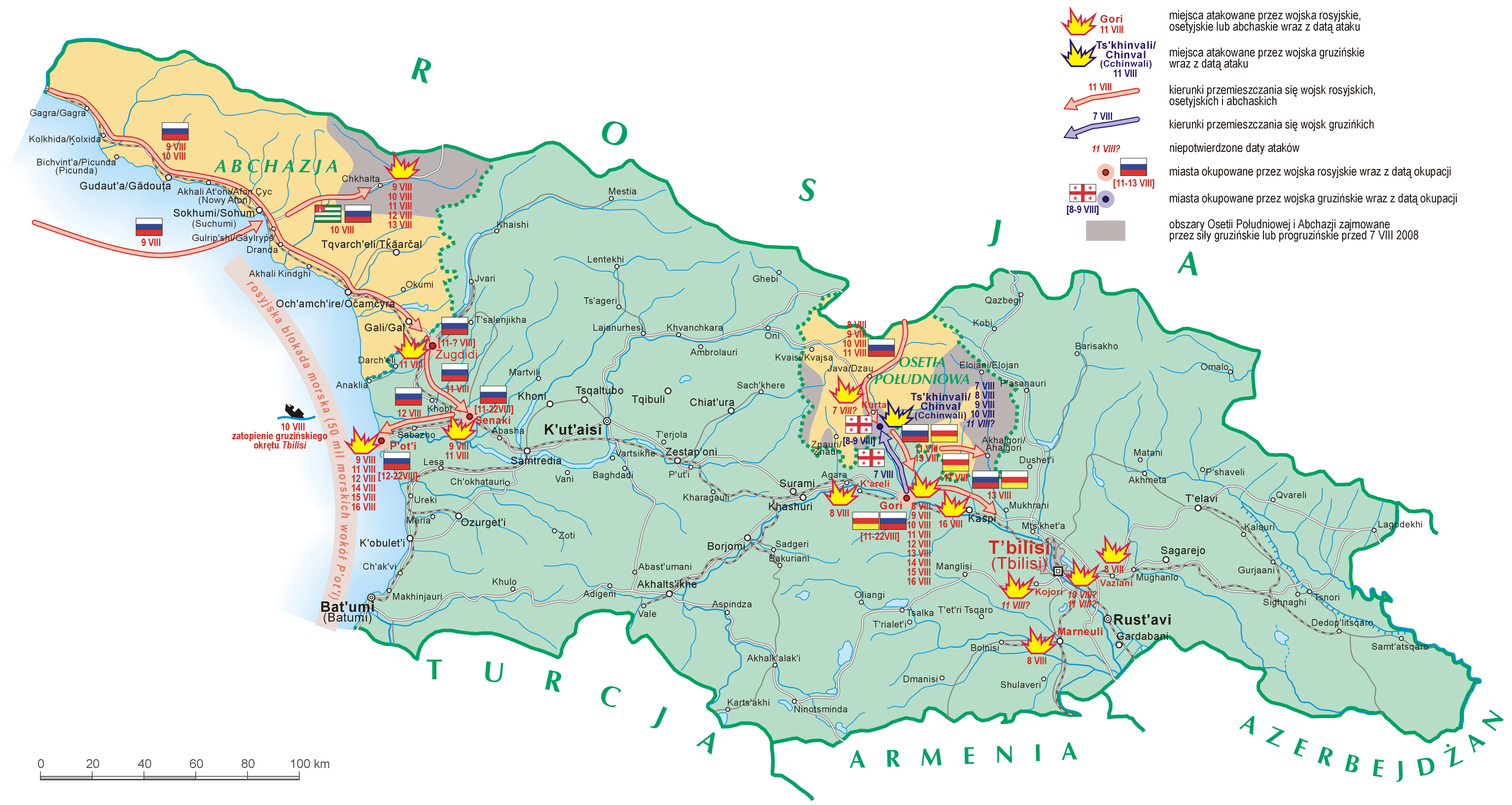
Ход военных действий во время войны в Грузии (2008)

В августе 2010 года Россия вновь открыла прямое авиационное сообщение с Грузией.
17 февраля 2010 года президент России Дмитрий Медведев объявил Саакашвили персоной нон грата для России.
11 октября 2010 президент Грузии Михаил Саакашвили подписал указ, по которому при пересечении границы гражданами Российской Федерации, которые уже много лет зарегистрированы в Чечне, Ингушетии, Северной Осетии, Дагестане, Кабардино-Балкарии, Карачаево-Черкесии и Адыгее, будет задействован 90-дневный безвизовый режим. МИД РФ решение грузинских властей объявить в одностороннем порядке о введении безвизового режима для проживающих в национальных республиках Северного Кавказа российских граждан расценил как провокацию.
В феврале 2012 года Грузия ввела безвизовый режим для краткосрочных поездок всех россиян в Грузию, граждане России получили возможность свободно въезжать на территорию Грузии и находиться там без визы в течение 90 дней. Гражданам Грузии для поездок в Россию по-прежнему требуются визы, которые они получают в швейцарском консульстве, так как дипломатические отношения между странами отсутствуют (мера была отменена в 2023 году).

### 2013 — н. в.
В октябре 2014 года были возобновлены прямые регулярные авиарейсы между Москвой и Тбилиси. В апреле 2015 года Россия и Грузия полностью восстановили регулярное авиасообщение. Грузинским авиакомпаниям было разрешено выполнять рейсы в семь городов России: Москву, Санкт-Петербург, Самару, Екатеринбург, Сочи, Ростов и Минеральные Воды. Российские авиакомпании получили возможность осуществлять рейсы в Тбилиси, Батуми и Кутаиси.
Контакты между Россией и Грузией осуществляются в двух форматах — пражском (повестка которого предусматривает рассмотрение в двустороннем режиме в основном практических вопросов — торгово-экономических, транспортных, гуманитарных) и женевском (так называемые Женевские встречи по безопасности на Южном Кавказе, инициированные соглашением 2008 года между Дмитрием Медведевым и Николя Саркози, где ведётся дискуссия по острым политическим вопросам, в том числе связанным с Абхазией и Южной Осетией).
При этом, по мнению грузинских политологов, видимость того, что двусторонние отношения наладились, не следовало переоценивать, поскольку «остаётся неразрешённой фундаментальная проблема Абхазии и Южной Осетии», на фоне которой «любая искра могла вызвать пламя». Спецпредставитель премьера Грузии по отношениям с РФ Зураб Абашидзе в связи с этим отмечал: «Когда мы начинали в 2012 году новый так называемый пражский формат,… мы, конечно, хотели восстановить и торговлю, и транспортное сообщение, решить гуманитарные проблемы. Но внутренне, эмоционально люди ждали того, что, восстановив эти практические связи, всё это будет каким-то образом способствовать решению самых сложных проблем, связанных с территориальной целостностью Грузии. Этого не произошло».
После победы на выборах в декабре 2018 года новоизбранный президент Грузии Саломе Зурабишвили заявила об отказе от любого сотрудничества с Россией, которую она считает врагом Грузии.
На фоне антироссийских протестов в Грузии в июне 2019 года (формальным поводом послужил приезд в Тбилиси российской делегации для участия в пленарном заседании Межпарламентской ассамблеи православия) президент России Владимир Путин своим указом отменил прямое авиационное сообщение между Россией и Грузией. Госдума рекомендовала правительству России в ответ на антироссийские выступления ввести экономические санкции против Грузии; Путин, однако, высказался против этого.
По оценке экс-спикера парламента Грузии Нино Бурджанадзе (июнь 2019), «за семь лет нахождения у власти Бидзина Иванишвили ничего не сделал для реального диалога с Россией, то есть он был доволен тем, что сохраняется статус-кво. Если бы российско-грузинский диалог шёл в течение этих лет, если бы новое грузинское руководство приехало в Москву, встретилось с президентом Владимиром Путиным, с министром иностранных дел, в Думе, в Совете федерации, я уверена, что какие-то позитивные шаги были бы сделаны. И тогда, конечно же, такой истерии и русофобии было бы меньше».
10 мая 2023 года президент РФ Владимир Путин подписал указ, разрешающий гражданам Грузии с 15 мая безвизовый въезд в Россию на 90 дней, в том числе в целях получения образования, но не для трудовой деятельности. Также Россия сняла запрет на прямые полёты российских авиакомпаний в Грузию, а МИД РФ отменил действовавшие ранее рекомендации россиянам по воздержанию поездок в Грузию. 15 мая Грузия выдала первое с 2019 года разрешение российской авиакомпании на осуществление прямых полётов в страну, ей стала «Азимут».
Данные решения раскритиковали президент Грузии Саломе Зурабишвили и грузинская оппозиция, заявив о недопустимости открытия авиасообщения на фоне российской агрессии против Украины, однако не встретили поддержки Правительства.

## В области экономики
В июле 2014 года Россия сняла почти все ограничения на грузинский импорт, отменив запрет на ввоз многих наименований сельхозпродукции. Эмбарго на ввоз грузинских товаров действовало с 2006 года.

В 2021 году Россия стала ведущим поставщиком угля в Грузию.

## Послы
- Список послов Грузии в России
- Список послов России в Грузии